# Оганесян, Беник
Беник Оганесян (арм. Բենիկ Հովհաննիսյան; род. 1 мая 1993, Ереван) — армянский футболист, полузащитник клуба «Ван» (Чаренцаван).

## Клубная карьера
В профессиональном футболе дебютировал в 2010 году за команду «Бананц», в которой провел три сезона, приняв участие в 23 матчах чемпионата.
В течение сезона 2014/15 защищал цвета клуба «Алашкерт», но закрепиться в основном составе не смог и вскоре перешел в «Арарат». Сыграл за столичную команду следующий сезон и большую часть времени, проведенного в составе «Арарата», был основным игроком команды.
В 2016 году вернулся в клуб «Алашкерт». В этот раз провел в составе команды три сезона, став за это время двукратным чемпионом Армении, обладателем Кубка Армении и двукратным обладателем Суперкубка Армении.
Летом 2019 года присоединился в состав клуба «Ноа» и в следующем году получил с командой национальные Кубок и Суперкубок.

## Карьера за сборную
В 2011 году за юношескую сборную Армении сыграл 3 матча.
3 сентября 2011 сыграл свой единственный матч за молодежную сборную Армении, выйдя на замену в конце матча квалификации на молодёжный чемпионат Европы 2013 против сборной Андорры (1:0).
Единственный матч за национальную сборную Армении Оганесян провёл 28 мая 2016 года, заменив на 74 минуте 
28 мая 2016 дебютировал в официальных матчах в составе национальной сборной Армении, заменив на 74 минуте Тиграна Барсегяна в товарищеском матче против сборной Гватемалы. 

## Достижения

### «Алашкерт»
- Чемпион Армении: 2016/17, 2017/18
- Обладатель Кубка Армении: 2017/18
- Обладатель Суперкубка Армении: 2016, 2018

### «Ноа»
- Обладатель Кубка Армении: 2019/20
- Обладатель Суперкубка Армении: 2020